# Vinemina perdita
Vinemina perdita är en fjärilsart som beskrevs av Guedet 1939. Vinemina perdita ingår i släktet Vinemina och familjen mätare. Inga underarter finns listade i Catalogue of Life.